# Яновский, Семён Иванович
Семён Иванович Яно́вский (в монашестве Схимона́х Се́ргий; 15 (26) апреля 1789, Глухов, Черниговская губерния — 6 января 1876, Тихонова пустынь, Калужская губерния) — капитан 2 ранга, главный правитель Русской Америки в 1818—1820 годах. Статский советник. Автор дневника с описанием плавания от острова Ситка (Баранова) до Охотска и путешествия из Америки в Санкт-Петербург.

## Биография
Родился 15 (26) апреля 1789 года в городе Глухове Черниговской губернии в семье отставного армейского капитана, служившего подсудком (чиновником) по выборам дворянства в земском уездном суде.
Окончил в 1808 году Морской кадетский корпус, и до 1816 года служил на Балтийском море. В 1812 году получил чин лейтенанта. С 20 июля 1816 года Яновский состоял на службе в Русско-американской компании. На судне «Суворов» участвовал в кругосветном плавании 1816—1819 годов под общим командованием Л. А. Гагемейстера; летом 1817 года прибыл в Русскую Америку — в колонию Новоархангельск; 20 октября 1818 года был назначен главным правителем Русской Америки. Пребывая в инспекционной поездке по своим владениям на острове Кадьяк Яновский сблизился с иноком Германом (впоследствии — Преподобный Герман Аляскинский), который оказал на него большое духовное влияние: Яновский отказался от усвоенных ещё в юности деистических взглядов, став, по собственным словам, «настоящим христианином».
11 сентября 1820 года Яновский сдал должность новому правителю Матвею Ивановичу Муравьёву, и отбыл в Петербург через Охотск и Сибирь. В столице он был прикомандирован к 15-му Флотскому экипажу; 30 августа 1824 года произведён в капитан-лейтенанты, а 7 февраля 1826 года — в капитаны 2-го ранга с увольнением от службы.
В 1834—1852 годах занимал должность директора Калужской губернской гимназии, после чего уехал в своё поместье.
В конце 1865 года поселился в Тихоновой пустыне в Калужской губернии, в 1866 году приняв монашество с именем Сергий; в 1873 году был пострижен в схиму. Последние годы жизни, по-видимому, провёл в Сретенском скиту обители.
Его письма игумену Валаамского монастыря Дамаскину стали основой для жизнеописаний преподобного Германа Аляскинского и мученика Петра Алеута.
От первого брака (в 1818) с дочерью управителя Русской Америки Александра Андреевича Баранова Яновский имел двоих детей (в том числе и иеросхимонаха Александра, жившего вместе с ним в Тихоновой пустыни). Повторно женился в 1826 году, после смерти первой жены Ирины в 1824 году. Дети от второго брака:
- Николай (1829—1913), калужский губернский предводитель дворянства, член Государственного совета.
- Иван (1831—1855), воспитанник Морского кадетского корпуса, лейтенант, скончался от ран во время обороны Севастополя.

Именем Яновского названа гора на острове Ситка (гора Яновского, Тихий океан, побережье Северной Америки, архипелаг Александра, 56°38′ с.ш., 134°48′ з.д., название присвоено в 1935 году Лесной службой США).